# Франц (фильм)
«Франц» (фр. Frantz) — французско-немецкий драматический фильм, снятый Франсуа Озоном. Мировая премьера ленты состоялась 3 сентября 2016 года на Венецианском международном кинофестивале. В фильме важную роль играет картина Эдуара Мане «Самоубийство».

## Сюжет
Героиня фильма — немка Анна из городка Кведлинбург, которая после окончания Первой мировой войны ежедневно приходит на могилу своего жениха Франца, погибшего во Франции в последний год войны. Однажды она встречает там француза Адриена, который тоже принёс цветы на могилу её возлюбленного. Анна и родители погибшего принимают Адриена за друга Франца, с которым тот познакомился во время учёбы в Париже. Француз рассказывает им о дружбе с Францем, и постепенно девушка начинает проникаться к нему всё большей симпатией. Лишь перед самым отъездом Адриен признаётся, что страдает не из-за смерти друга, а потому что именно он убил Франца на фронте.

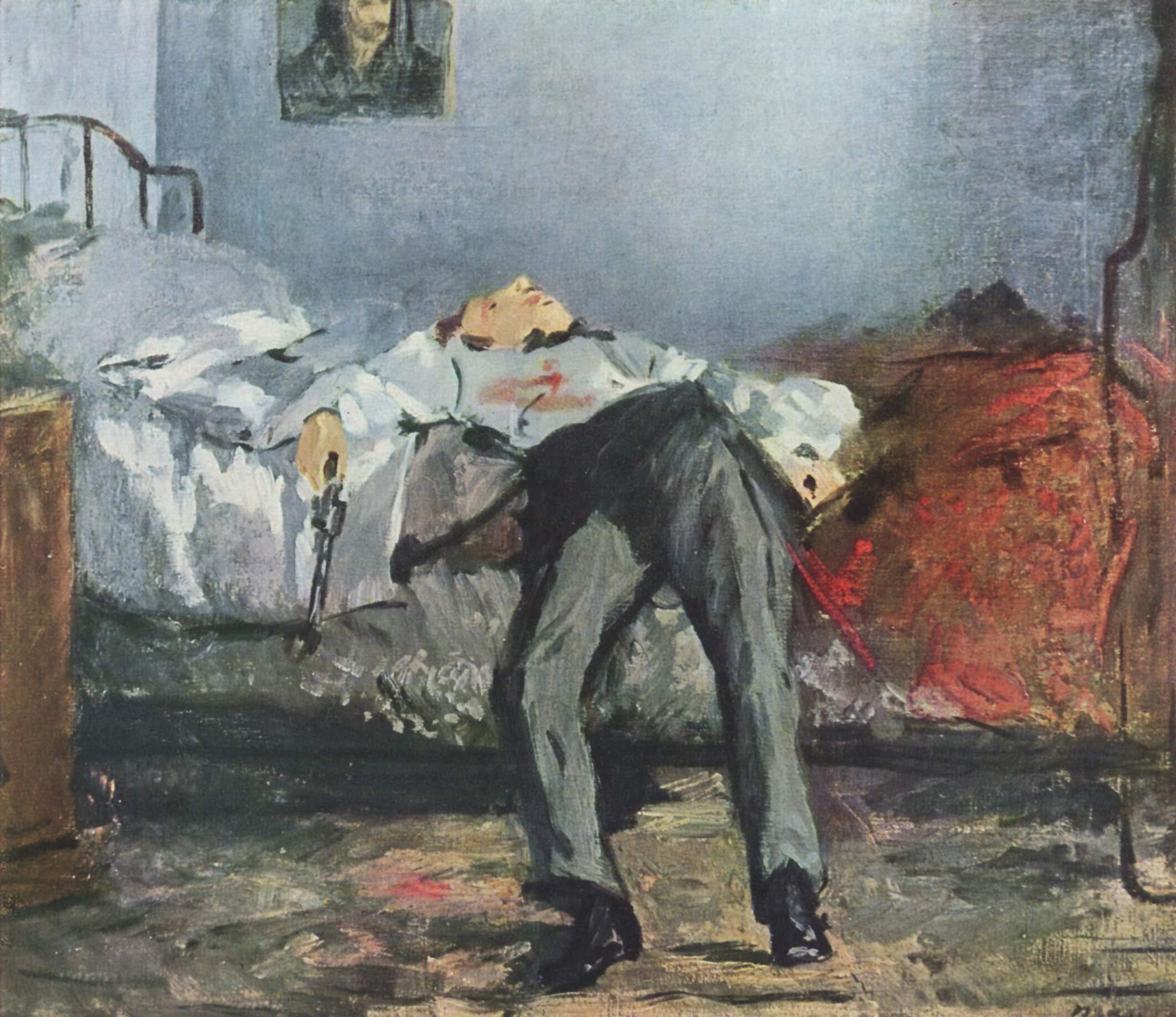
«Самоубийство» 1877-1881 Эдуарда Мане. Картина лежит в основе сюжета фильма

## В ролях
- Паула Бер — Анна, невеста Франца
- Пьер Нине — Адриен
- Антон фон Люк — Франц
- Эрнст Штёцнер — доктор Ханс Хофмайстер, отец Франца
- Мария Грубер — его жена, Магда Хофмайстер
- Йоханн фон Бюлов — Кройц, глава кружка националистов
- Сириель Клер — мать Адриена
- Алис де Ланкесен — Фанни

## Признание
| Награды и номинации фильма «Франц» | Награды и номинации фильма «Франц»           | Награды и номинации фильма «Франц»              | Награды и номинации фильма «Франц»             | Награды и номинации фильма «Франц» | Награды и номинации фильма «Франц» |
| Год                                | Кинопремия / Кинофестиваль                   | Категория / Награда                             | Номинант                                       | Результат                          |                                    |
| ---------------------------------- | -------------------------------------------- | ----------------------------------------------- | ---------------------------------------------- | ---------------------------------- | ---------------------------------- |
| 2016                               | Венецианский кинофестиваль                   | «Золотой лев» за лучший фильм                   | Франсуа Озон                                   | Номинация                          |                                    |
| 2016                               | Венецианский кинофестиваль                   | Приз Марчелло Мастроянни лучшей молодой актрисе | Паула Бер                                      | Победа                             |                                    |
| 2016                               | Лондонский кинофестиваль                     | Лучший фильм                                    | Франсуа Озон                                   | Номинация                          |                                    |
| 2016                               | Приз Луи Деллюка                             | Лучший фильм                                    | Франсуа Озон                                   | Номинация                          |                                    |
| 2017                               | Премия «Сезар»                               | Лучший фильм                                    | Франсуа Озон, Эрик Альтмайер, Николя Альтмайер | Номинация                          |                                    |
| 2017                               | Премия «Сезар»                               | Лучший режиссёр                                 | Франсуа Озон                                   | Номинация                          |                                    |
| 2017                               | Премия «Сезар»                               | Лучший адаптированный сценарий                  | Франсуа Озон                                   | Номинация                          |                                    |
| 2017                               | Премия «Сезар»                               | Лучший актёр                                    | Пьер Нине                                      | Номинация                          |                                    |
| 2017                               | Премия «Сезар»                               | Самая многообещающая актриса                    | Паула Бер                                      | Номинация                          |                                    |
| 2017                               | Премия «Сезар»                               | Лучшая операторская работа                      | Паскаль Марти                                  | Победа                             |                                    |
| 2017                               | Премия «Сезар»                               | Лучшая оригинальная музыка                      | Филипп Ромби                                   | Номинация                          |                                    |
| 2017                               | Премия «Сезар»                               | Лучший монтаж                                   | Лор Гардетт                                    | Номинация                          |                                    |
| 2017                               | Премия «Сезар»                               | Лучшая работа художника-постановщика            | Мишель Бартелеми                               | Номинация                          |                                    |
| 2017                               | Премия «Сезар»                               | Лучшие костюмы                                  | Паскалина Шаванн                               | Номинация                          |                                    |
| 2017                               | Премия «Сезар»                               | Лучший звук                                     | Мартен Буассо, Бенуа Гаргонн, Жан-Поль Юрье    | Номинация                          |                                    |
| 2017                               | Премия Европейской киноакадемии              | Лучший европейский сценарист                    | Франсуа Озон                                   | Номинация                          |                                    |
| 2017                               | Премия Европейской киноакадемии              | Лучшая европейская актриса                      | Паула Бер                                      | Номинация                          |                                    |
| 2017                               | Премия Европейской киноакадемии              | Приз зрительских симпатий                       | Франсуа Озон                                   | Номинация                          |                                    |
| 2017                               | Премия Национального совета кинокритиков США | Пятёрка лучших фильмов на иностранном языке     |                                                | Победа                             |                                    |
| 2017                               | Премия «Люмьер»                              | Лучший сценарий                                 | Франсуа Озон                                   | Номинация                          |                                    |
| 2017                               | Премия «Люмьер»                              | Самая многообещающая актриса                    | Паула Бер                                      | Номинация                          |                                    |
| 2017                               | Премия «Люмьер»                              | Лучшая операторская работа                      | Паскаль Марти                                  | Номинация                          |                                    |
| 2017                               | Премия «Люмьер»                              | Лучшая музыка                                   | Филипп Ромби                                   | Номинация                          |                                    |
| 2018                               | Премия «Бодиль»                              | Лучший неамериканский фильм                     | Франсуа Озон                                   | Номинация                          |                                    |